# Final da Copa Verde 2023
As finais da Copa Verde de 2023 foram o último empate a duas mãos que decidiu a Copa Verde de 2023, a 10ª temporada da Copa Verde, copa regional do Brasil organizada pela Confederação Brasileira de Futebol .
As finais foram disputadas no formato de ida e volta a duas mãos entre Paysandu, do Pará, e Goiás, de Goiás .
O Goiás derrotou o Paysandu por 4 a 1 no total para conquistar seu primeiro título da Copa Verde.

## Equipes
| Equipe   | Aparições em finais anteriores (negrito indica vencedores) |
| -------- | ---------------------------------------------------------- |
| Paysandu | 6 ( 2014, 2017 e 2019; 2016 e 2018 e 2022                  |
| Goiás    | Nenhum                                                     |

### Caminho para a final
Nota: Em todas as pontuações abaixo, a pontuação do time da casa é dada primeiro.
| Paysandu                                                           | Paysandu | Paysandu | Round          | Goiás                              | Goiás | Goiás |
| ------------------------------------------------------------------ | -------- | -------- | -------------- | ---------------------------------- | ----- | ----- |
| Opponent                                                           | Venue    | Score    |                | Opponent                           | Venue | Score |
| Bye                                                                | Bye      | Bye      | First round    | Bye                                | Bye   | Bye   |
| Real Ariquemes                                                     | Home     | 3–0      | Round of 16    | União Rondonópolis                 | Home  | 3–0   |
| Princesa do Solimões (tied 0–0 on aggregate, won 5–3 on penalties) | Away     | 0–0      | Quarter-finals | Brasiliense (won 1–0 on aggregate) | Away  | 0–0   |
| Princesa do Solimões (tied 0–0 on aggregate, won 5–3 on penalties) | Home     | 0–0      | Quarter-finals | Brasiliense (won 1–0 on aggregate) | Home  | 1–0   |
| Remo (tied 2–2 on aggregate, won 4–2 on penalties)                 | Home     | 0–1      | Semi-finals    | Cuiabá (won 2–1 on aggregate)      | Away  | 1–0   |
| Remo (tied 2–2 on aggregate, won 4–2 on penalties)                 | Away     | 1–2      | Semi-finals    | Cuiabá (won 2–1 on aggregate)      | Home  | 2–0   |

## Formato
As finais foram disputadas em ida e volta, em casa e fora. Se empatado no total, a disputa de pênaltis era usada para determinar o vencedor.

## Partidas
| 17 de maio IDA | Paysandu | 0 — 2                    | Goiás                             | Belém, PA                                                                                   |  |
| 20:00          |          | Súmula Borderô Relatório | Maguinho 55' · Philippe Costa 73' | Estádio: Mangueirão Público: 10 253 Renda: R$ 256 425,00 Árbitro: TO Alisson Sidnei Furtado |  |

| Paysandu | Goiás |

| GK                | 40 | Gabriel Bernard      | 45+4' |     |
| DF                | 16 | João Vieira          | 45'   |     |
| DF                | 4  | Wanderson            |       |     |
| DF                | 30 | Genílson             | 51'   |     |
| DF                | 31 | Naylhor              | 54'   |     |
| DF                | 6  | Eltinho              |       |     |
| MF                | 5  | Paulo Henrique       |       | 71' |
| MF                | 36 | Gabriel Davis        |       |     |
| MF                | 11 | Fernando Gabriel (c) |       | 61' |
| FW                | 25 | Bruno Alves          | 67'   | 88' |
| FW                | 9  | Mário Sérgio         |       |     |
| Substitutes:      |    |                      |       |     |
| GK                | 23 | Cláudio Vitor        |       |     |
| DF                | 13 | Iarley               |       |     |
| DF                | 39 | Juan Pitbull         |       |     |
| MF                | 3  | Rikelton             |       |     |
| MF                | 34 | Eric                 |       |     |
| MF                | 38 | João Pedro           |       | 71' |
| FW                | 8  | Dalberto             |       | 61' |
| FW                | 20 | Vicente              |       |     |
| FW                | 28 | Alex Matos           |       |     |
| FW                | 37 | Roger                |       | 88' |
| Coach:            |    |                      |       |     |
| Marquinhos Santos |    |                      |       |     |

| GK            | 88 | Marcelo Rangel   |     |     |
| DF            | 13 | Bruno Santos     | 45' | 46' |
| DF            | 3  | Lucas Halter (c) |     |     |
| DF            | 19 | Bruno Melo       |     |     |
| DF            | 66 | Hugo             |     | 90' |
| MF            | 5  | Zé Ricardo       |     |     |
| MF            | 12 | Willian Oliveira |     |     |
| MF            | 2  | Maguinho         |     |     |
| MF            | 10 | Julián Palacios  |     | 73' |
| FW            | 27 | Alesson          |     | 81' |
| FW            | 17 | Matheus Peixoto  |     | 81' |
| Substitutes:  |    |                  |     |     |
| GK            | 23 | Tadeu            |     |     |
| GK            | 94 | Matheus Alves    |     |     |
| DF            | 4  | Sidimar          |     |     |
| DF            | 6  | Sander           |     | 90' |
| DF            | 43 | Edu              |     |     |
| MF            | 15 | Felipe Ferreira  |     | 46' |
| MF            | 25 | Simioni          |     |     |
| MF            | 26 | Nathan Melo      |     |     |
| FW            | 11 | Diego Gonçalves  |     | 73' |
| FW            | 18 | Wendell          |     | 81' |
| FW            | 90 | Philippe         |     | 81' |
| Coach:        |    |                  |     |     |
| Emerson Ávila |    |                  |     |     |

| Assistant referees: Cipriano da Silva Sousa (Tocantins) Fábio Pereira (Tocantins) Fourth official: Marcos Mateus de Sousa (Tocantins) Fifth official: Acácio Menezes Leão (Pará) Video assistant referee: Thiago Duarte Peixoto (São Paulo) Assistant video assistant referees: Ciro Chaban Junqueira (Distrito Federal) Rodrigo Batista Raposo (Distrito Federal) |

| 31 de maio VOLTA | Goiás                                         | 2 — 1 (4 — 1 agr.)       | Paysandu       | Goiânia, GO                                                                                          |  |
| 20:00            | Vinícius 6' (pen) · Matheus Peixoto 38' (pen) | Súmula Borderô Relatório | Bruno Melo 54' | Estádio: Serrinha Público: 8 968 Renda: R$ 216 000,00 Árbitro: ES Dyorgines Jose Padovani de Andrade |  |

| Goiás | Paysandu |

| GK            | 23 | Tadeu (c)       |       |     |
| DF            | 13 | Bruno Santos    |       |     |
| DF            | 3  | Lucas Halter    |       |     |
| DF            | 19 | Bruno Melo      |       |     |
| DF            | 66 | Hugo            |       |     |
| MF            | 25 | Simioni         |       | 69' |
| MF            | 5  | Zé Ricardo      | 47'   |     |
| MF            | 2  | Maguinho        |       |     |
| MF            | 10 | Julián Palacios | 9'    | 69' |
| FW            | 7  | Vinícius        |       | 86' |
| FW            | 17 | Matheus Peixoto |       | 78' |
| Substitutes:  |    |                 |       |     |
| GK            | 88 | Marcelo Rangel  |       |     |
| DF            | 4  | Sidimar         |       |     |
| DF            | 6  | Sander          |       |     |
| DF            | 22 | Apodi           | 90+1' | 69' |
| DF            | 43 | Edu             |       |     |
| MF            | 8  | Fellipe Bastos  |       |     |
| MF            | 26 | Nathan Melo     |       |     |
| MF            | 77 | Jhonny Lucas    | 90+4' | 69' |
| FW            | 11 | Diego Gonçalves |       |     |
| FW            | 27 | Alesson         |       | 86' |
| FW            | 90 | Philippe        |       |     |
| FW            | 99 | Gabriel Novaes  |       | 78' |
| Coach:        |    |                 |       |     |
| Emerson Ávila |    |                 |       |     |

| GK                | 40 | Gabriel Bernard  |                      |     |
| DF                | 30 | Genílson         |                      |     |
| DF                | 4  | Wanderson        |                      |     |
| DF                | 31 | Naylhor (c)      | 2'                   |     |
| MF                | 16 | João Vieira      | 90+2'                | 86' |
| MF                | 36 | Gabriel Davis    |                      |     |
| MF                | 20 | Vicente          | 56'                  | 69' |
| MF                | 37 | Roger            |                      | 46' |
| MF                | 11 | Fernando Gabriel | 11'                  | 69' |
| FW                | 39 | Bruno Alves      |                      | 78' |
| FW                | 9  | Mário Sérgio     | 85'                  |     |
| Substitutes:      |    |                  |                      |     |
| GK                | 23 | Cláudio Vitor    |                      |     |
| DF                | 13 | Iarley           |                      | 86' |
| DF                | 25 | Juan Pitbull     |                      | 69' |
| MF                | 5  | Paulo Henrique   | Predefinição:Sentoff | 69' |
| MF                | 34 | Eric             |                      | 78' |
| FW                | 8  | Dalberto         |                      | 46' |
| FW                | 28 | Alex Matos       |                      |     |
|                   |    |                  |                      |     |
|                   |    |                  |                      |     |
|                   |    |                  |                      |     |
|                   |    |                  |                      |     |
|                   |    |                  |                      |     |
| Coach:            |    |                  |                      |     |
| Marquinhos Santos |    |                  |                      |     |

| Assistant referees: Fabiano da Silva Ramires (Espírito Santo) Vanderson Antônio Zanotti (Espírito Santo) Fourth official: Arthur Gomes Rabelo (Espírito Santo) Fifth official: Tiego Henrique dos Santos Braga (Goiás) Video assistant referee: Rodrigo Carvalhaes de Miranda (Rio de Janeiro) Assistant video assistant referees: Frederico Soares Vilarinho (Minas Gerais) Maguielson Lima Barbosa (Distrito Federal) |

## Classificação final
Para definição da classificação final, o clube campeão será classificado na 1ª colocação; o vice-campeão será classificado na 2ª colocação; os clubes eliminados na semifinal serão classificados entre a 3ª e 4ª colocação; os clubes eliminados nas quartas de final serão classificados entre a 5ª e 8ª colocação; os clubes eliminados nas oitavas de final serão classificados entre a 9ª e 16ª colocação; e os clubes eliminados na primeira fase serão classificados entre a 17ª e a 24ª colocação, respectivamente.
| Fonte: GE |
| Regras para classificação: 1) mais pontos ganhos (soma das fases); 2) mais vitórias (soma das fases); 3) melhor saldo de gols (soma das fases); 4) mais gols pró (soma das fases); 5) confronto direto (soma das fases); 6) menos cartões vermelhos (soma das fases); 7) menos cartões amarelos (soma das fases); 8) sorteio. |

| Copa Verde 2023 Copa Verde |
| Goiás                      |
| -------------------------- |
| Goiás Campeão (1.º título) |